# كاوادا كويتشيرو
كاوادا كويتشيرو (باليابانية: 川田小一郎؛ بالكانا: かわだ こいちろう) هو مصرفي ياباني، ولد في 4 أكتوبر 1836 في Tosa District, Kōchi ‏ في اليابان، وتوفي في 7 نوفمبر 1896.